# 上円下方墳

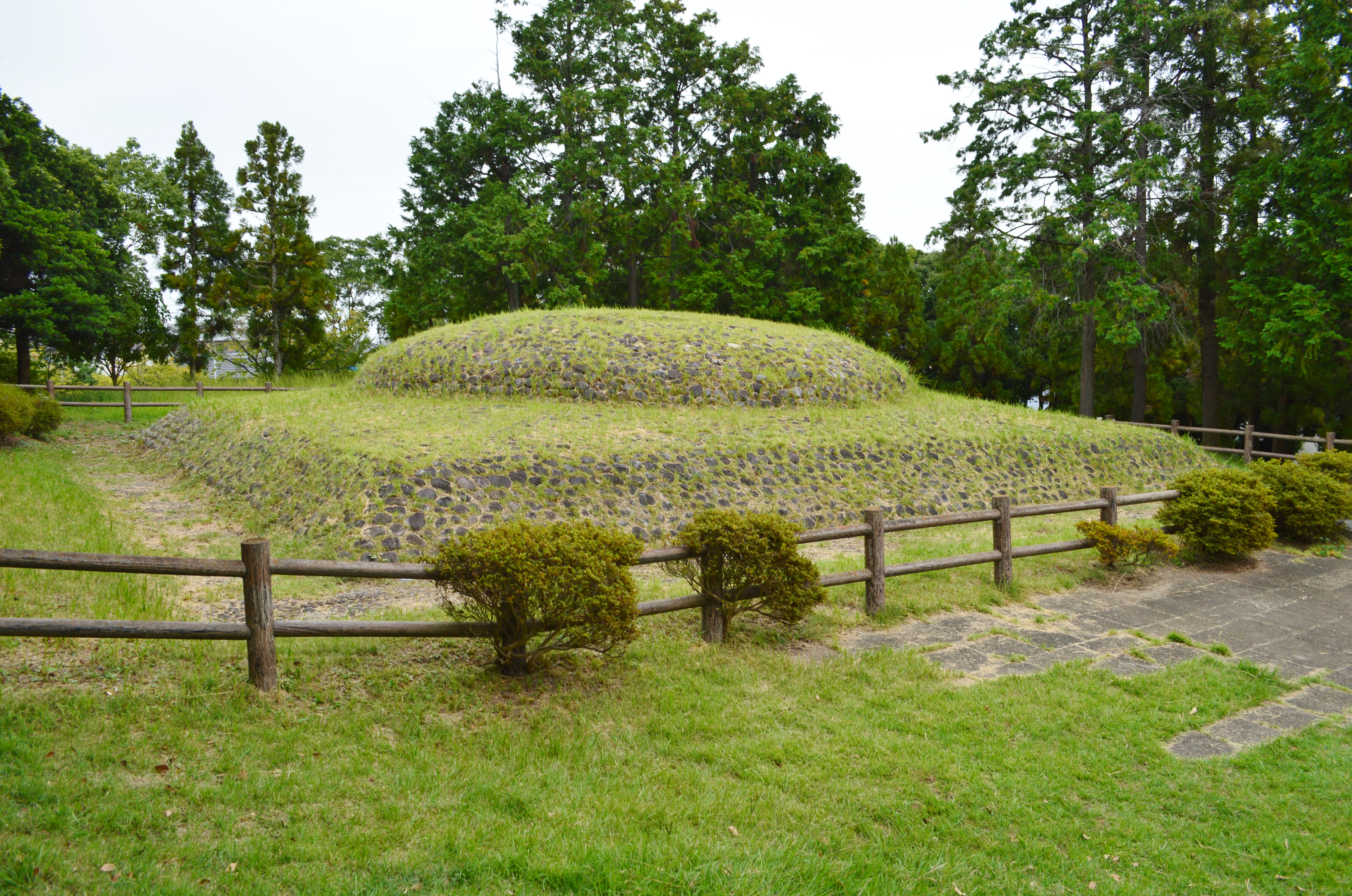
石のカラト古墳
（奈良県奈良市・京都府木津川市）

上円下方墳（じょうえんかほうふん）とは日本列島でかつて築造された古墳の一類型、及び近代に築造された皇室の陵墓の一形式である。

## 概要
この形式の古墳は二段になっており、下段が方形、上段が円形となっている。極めて稀な形態であり、これまでに6例しか確認されていない。
最初にこの形式が確認されたのは石のカラト古墳（カザハヒ古墳、風灰古墳とも。奈良県奈良市・京都府木津川市。7世紀末あるいは8世紀初頭築造と推定）で、1979年（昭和54年）に発掘調査が行われている。
次にこの形式の古墳が見つかったのは1985年で、静岡県沼津市にある愛鷹山の山麓である。この古墳は清水柳北1号墳（8世紀初頭築造と推定）と名付けられた。
3例目は2003年に発見された武蔵府中熊野神社古墳（東京都府中市、7世紀中頃から後半）、
4例目は2007年に確認調査が行われた天文台構内古墳（東京都三鷹市、7世紀中頃と推定）である。天文台構内古墳は1970年には発掘調査が行われていたが、2007年の再調査で上円下方墳であることが確認された。
5例目は2008年に確認された野地久保古墳（福島県白河市、7世紀末から8世紀初）である。
6例目は2013年に確認された山王塚古墳（埼玉県川越市、7世紀後半）である。2013年現在、確実な上円下方墳の中では最も大きい（下方部一辺63m、全高4.5m）。
また埼玉県熊谷市宮塚古墳が、墳丘の測量図から上円下方墳とされているが、発掘調査で墳丘の形態を確認しておらず、上円下方墳であるかどうか未確定である。

## 近代に築造された上円下方墳
この陵墓の形式は近代以降の皇室の陵墓にも採用されており、明治天皇の伏見桃山陵、大正天皇の多摩陵、昭和天皇の武蔵野陵がこの形式である。なお、明治・大正・昭和の天皇陵の型式を上円下方墳としたのは、天智陵（御廟野古墳）・舒明陵（段ノ塚古墳）を上円下方墳とみて、それに習ったものである。ただし近年の調査結果により、それらの古代天皇陵は実際には八角墳（上八角下方墳）であったことが明らかになっている。

## 広義の上円下方墳
下段を方形、上段を八角形とする八角墳を上円下方墳に含める考え方も存在している。こうした広義の上円下方墳に含まれる陵墓の中でも最も有名なのは天智天皇の御廟野古墳である。また石舞台古墳も上円下方墳であった可能性が指摘されている。

## 一覧
北方より
- 野地久保古墳 - 福島県白河市（2010年国史跡指定）[9]
- 山王塚古墳 - 埼玉県川越市（市指定史跡）[10]
- 天文台構内古墳 - 東京都三鷹市[11]
- 武蔵府中熊野神社古墳 - 東京都府中市（2005年国指定史跡）[12]
- 清水柳北1号墳 - 静岡県沼津市（復元古墳）[13]
- 石のカラト古墳（カザハヒ古墳、風灰古墳）- 奈良県奈良市と京都府木津川市境（1996年国史跡指定、日本で最初に確認された上円下方墳）[14]